# Gaius Cassius Longinus (Jurist)
Gaius Cassius Longinus (* um 13; † um 69) war ein römischer Jurist und Politiker im 1. Jahrhundert n. Chr.
Cassius stammte vom gleichnamigen Caesarmörder Gaius Cassius Longinus ab und war durch seine Heirat mit Iunia Lepida, einer Urenkelin des Augustus, mit dem iulisch-claudischen Kaiserhaus verschwägert, ebenso wie sein Bruder Lucius Cassius Longinus.
Im Jahr 30 war er Suffektkonsul, 40/41 Prokonsul der Provinz Asia und von 45 bis 49 Statthalter der Provinz Syria, wo er die Disziplin der dort stationierten Truppen wiederherstellte. Er galt als sittenstreng und sprach sich 61 dafür aus, alle Sklaven des ermordeten Stadtpräfekten Lucius Pedanius Secundus hinzurichten.
Er wurde im Jahr 65 unter Nero wegen angeblicher Verwicklung in die Pisonische Verschwörung nach Sardinien verbannt, wurde aber unter Vespasian rehabilitiert und konnte wieder nach Rom zurückkehren. Kurz danach starb er. Ebenfalls 65 wurde seine Ehefrau angeklagt. Sie wurde des Ehebruchs mit ihrem Neffen beschuldigt. Über ihr weiteres Schicksal ist nichts bekannt.
In seiner Eigenschaft als Rechtsgelehrter schrieb er Tres libri iuris civilis, mit dem er zu einem der Ahnherren der juristischen Schule der Cassianer (oder Sabinianer) wurde. Kommentiert wurde das Werk bereits um 100. Tacitus bezeichnete ihn als den größten Juristen seiner Zeit (ceteros praeeminebat peritia legum).